# Novo Selo (Kupres)
Novo Selo (serbokroatisch-kyrillisch Ново Село) ist eine kleine Siedlung in der Nähe von Kupres im westlichen Teil von Bosnien und Herzegowina. Die Siedlung ist der Verwaltungssitz der Gemeinde Kupres (RS) in der Republika Srpska.

## Lage
Die Region Kupres befindet sich in den Zentral-Dinarischen Alpen und liegt in einer Höhe von etwa 1100 bis 1300 Metern über dem Meeresspiegel. Die Landschaft ist durch Wälder, Berge und Flüsse geprägt. Die Gegend um Novo Selo hat ein kontinentales Klima mit kalten Wintern und milden Sommern. Die durchschnittliche Temperatur im Winter liegt bei −5 Grad Celsius, während die durchschnittliche Temperatur im Sommer bei 18 Grad Celsius liegt. In der Region befindet sich das Skigebiet Stožer-Vrana, welches etwa 15 Kilometer von Novo Selo entfernt liegt.

## Bevölkerung
Novo Selo ist ein kleines Dorf mit einer geschätzten Bevölkerung von unter 100 Einwohnern. Das Dorf und Umgebung hat in den letzten Jahren einen Rückgang der Einwohnerzahl erlebt, da viele Menschen aufgrund der schwierigen wirtschaftlichen und politischen Bedingungen in der Region weggezogen sind.

## Ortsname
Novo Selo ist ein Begriff aus dem Slawischen und bedeutet wörtlich übersetzt „Neues Dorf“. Es ist ein relativ häufiger Ortsname in den Balkanländern, besonders in Serbien, Mazedonien und Bulgarien.
Der Name Novo Selo ist ein häufiger Ortsname, der verwendet wird, um die Gründung neuer Dörfer oder Siedlungen zu benennen. Die Namensgebung kann unterschiedliche Gründe haben, wie z. B. die Gründung eines neuen Dorfes an einem Ort, an dem zuvor kein Dorf existierte oder die Benennung eines neuen Dorfes, um es von einem bereits existierenden Dorf mit ähnlichem Namen zu unterscheiden.